# Gaspard-Augustin Laurent de Sainte-Agnès
Gaspard-Augustin Laurent dit de Sainte-Agnès, né en 1725 et mort le  23 juillet 1783, fut un prélat de l'église catholique romaine. Il devient archevêque de Tarentaise, Prince de Conflans et de Saint-Sigismond en 1771.

## Famille
Il est le fils de noble Joseph Laurent, d'une famille qui a fourni à la maison de Savoie plusieurs officiers de l'armée piémontaise, et de Jeanne Paërnat.
D'abord frère franciscain, appartenant à  de l'ordre des Mineurs conventuels de Saint-François, il fut nommé commissaire général de la province de Sardaigne.

## Épiscopat
Le 2 octobre 1771, à la demande du roi de Sardaigne, il fut nommé archevêque de Tarentaise, prince de Conflans et commissaire apostolique, et consacré le 9 février 1772 dans la cathédrale Saint-Jean-Baptiste de Turin par Carlo Vittorio Amedeo delle Lanze.

## Armoiries
Les armes de la famille Laurent de Saint-Agnès se blasonnent ainsi : D'argent à un laurier de sinople chargé de son fruit, à un croissant de gueules sur le tout.